# Palestine (Illinois)
Pour les articles homonymes, voir Palestine.
Palestine  est un village du comté de Crawford dans l'Illinois, aux États-Unis,. Il est situé à l'est du comté et de Robinson.

## Histoire
Il se dit que l'explorateur français Jean LaMotte aurait vu cette région pour la première fois en 1678. Il lui donne le nom de Palestine, car « elle lui rappelle la terre biblique du lait et du miel ». Fondée en 1811, elle est l'une des plus anciennes villes de l’État et est incorporée le 15 février 1855.

## Source de la traduction
- (en) Cet article est partiellement ou en totalité issu de l’article de Wikipédia en anglais intitulé « Palestine, Illinois » (voir la liste des auteurs).